# ヴァシリス・プリアツィカス
ヴァシリス・プリアツィカス （Βασίλειος Πλιάτσικας, 1988年4月14日 - ）は、ギリシャ出身の元サッカー選手。現役時代のポジションはMF、DF。

## 経歴
2009年6月、4年契約でシャルケ04に移籍した。
2014年7月、ルーマニア1部のFCアストラ・ジュルジュに移籍した。

## 所属クラブ
- Chaidari F.C.2004-2005
- AEKアテネ 2005-2009
- シャルケ04 2009-2012

→ MSVデュースブルク 2011-2012
- FCメタルルフ・ドネツク 2014
- FCアストラ・ジュルジュ 2014-2015
- FCメタルルフ・ドネツク 2015-2016
- ŠKスロヴァン・ブラチスラヴァ 2016-2017
- パニオニオスFC 2017
- FCプラタニアス 2017-2018
- PASラミア1964 2018-2020
- パナハイキ1891 2020-2021

## 代表歴
- ギリシャ代表